# Кошицкий государственный театр
Кошицкий государственный театр (словац. Národné divadlo Košice) — оперный театр в центре города Кошице, Словакия.
Здание было построено в стиле необарокко по проектам Адольфа Ланга в 1879—1899 гг. на месте старого здания. Церемония открытия состоялась 28 сентября 1899 года.
Фасад театра украшают скульптурные изображения из театральных постановок, купол венчает фигура Утренней зари с факелом. Перед зданием Кошицкого театра находится поющий фонтан. В театре имеется основная сцена и две малых, они расположены в других здания по улице Главна. В Кошицком государственном театре показывают драматические спектакли, комедии, балет и оперы.
Интерьер театра богато украшен орнаментами штукатурки. Этап лира-образную форму. Потолок здания украшают сцены из трагедий Уильяма Шекспира «Отелло», «Ромео и Джульетта», «Король Лир» и «Сон в летнюю ночь».

## Галерея

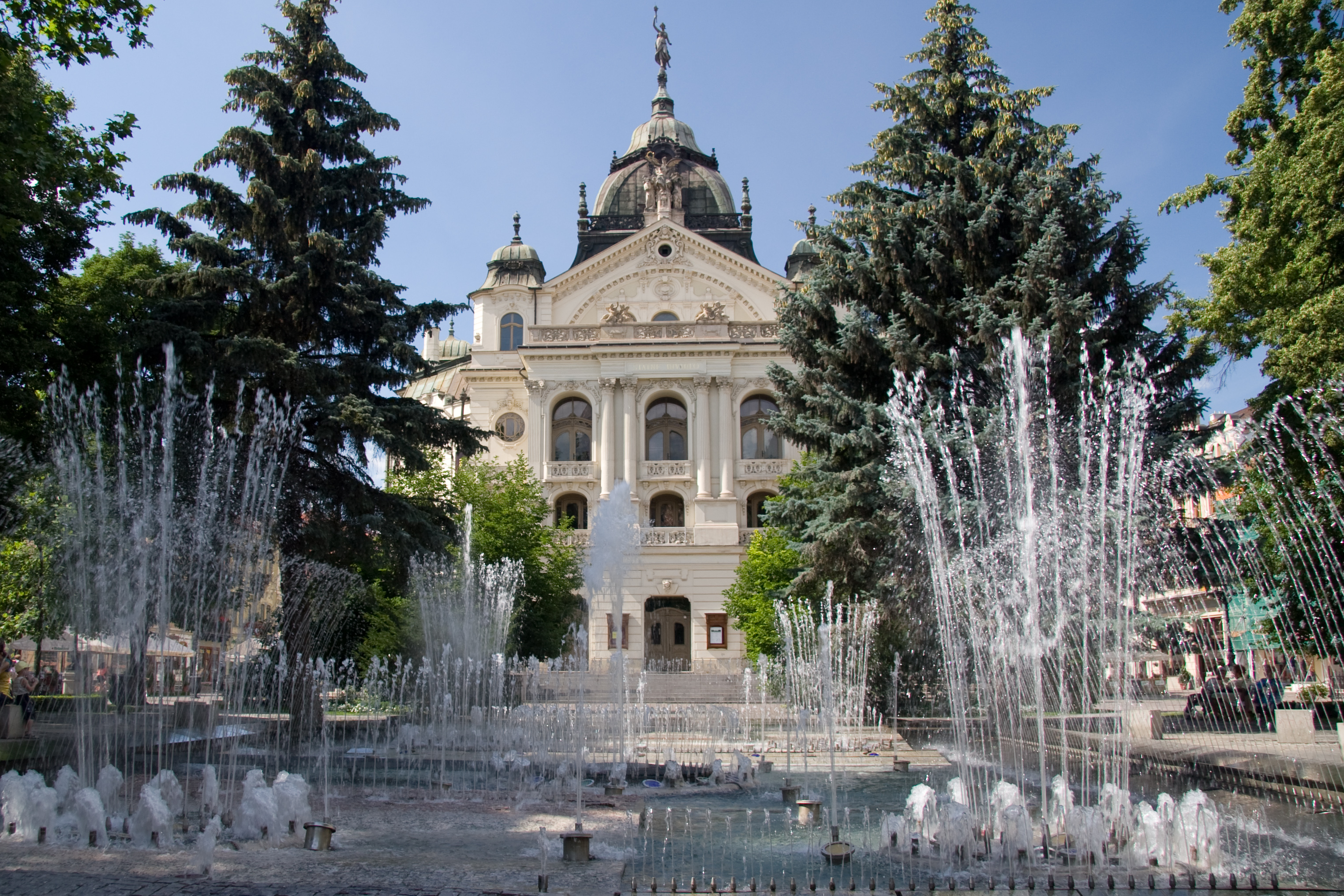
Здание театра
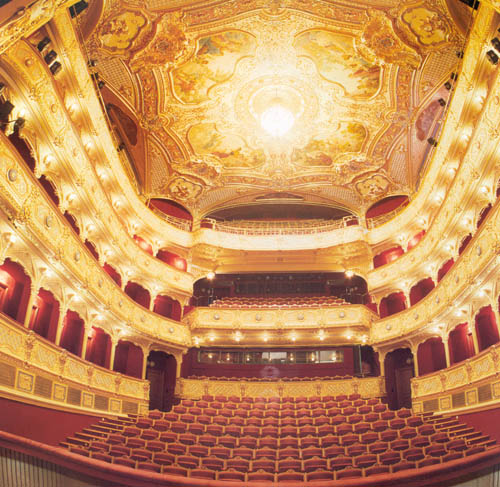
Интерьер театра
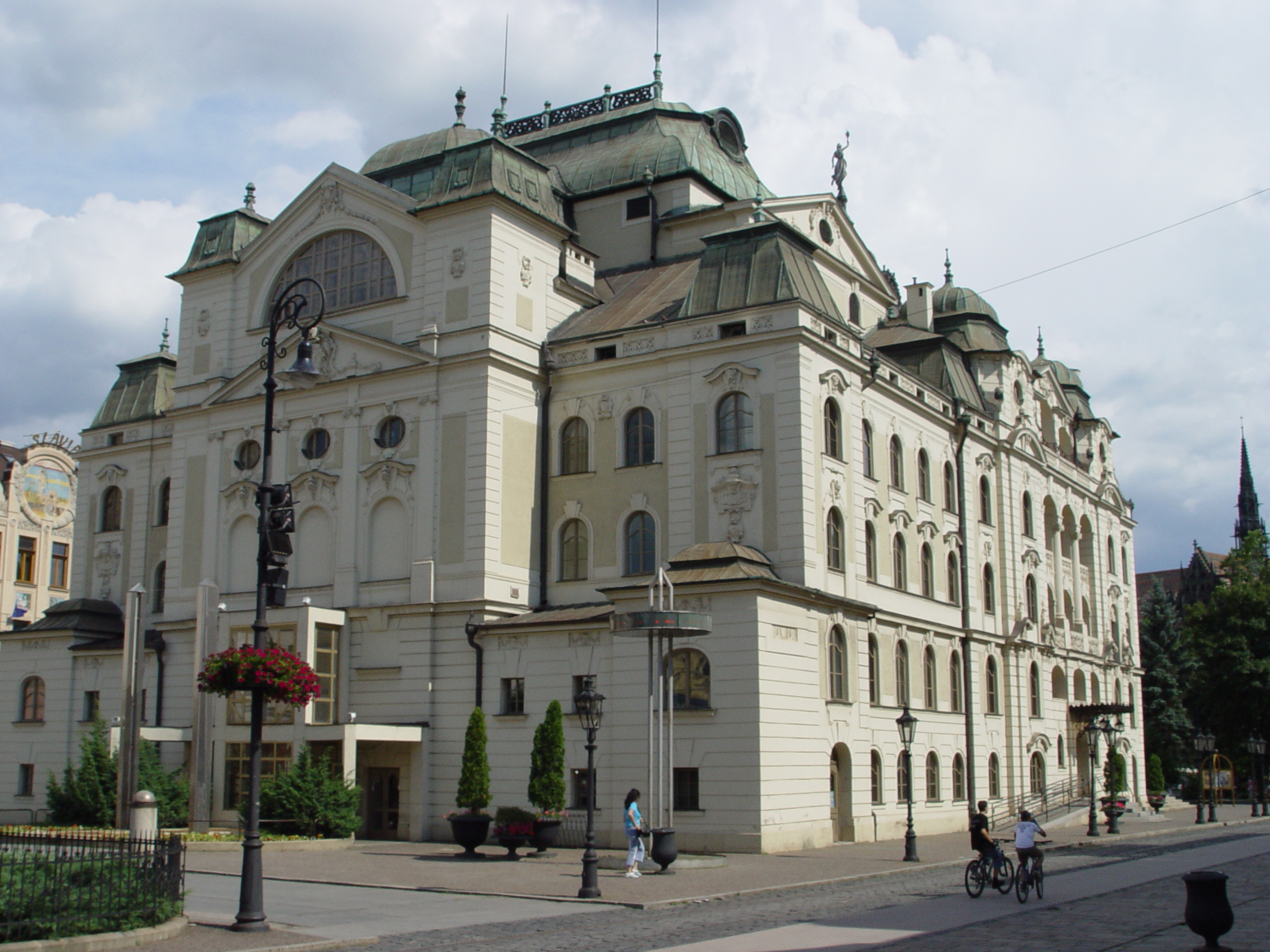
Задний фасад